# Hornsjön (Lockne socken, Jämtland)
Hornsjön är en sjö i Östersunds kommun i Jämtland och ingår i Ljungans huvudavrinningsområde. Sjön är 20,5 meter djup, har en yta på 0,978 kvadratkilometer och är belägen 330,1 meter över havet.

## Delavrinningsområde
Hornsjön ingår i det delavrinningsområde (699313-145708) som SMHI kallar för Utloppet av Hornsjön. Medelhöjden är 367 meter över havet och ytan är 13,74 kvadratkilometer. Räknas de 5 avrinningsområdena uppströms in blir den ackumulerade arean 78,04 kvadratkilometer. Hållborgsån (Hållstaån) som avvattnar avrinningsområdet har biflödesordning 3, vilket innebär att vattnet flödar genom totalt 3 vattendrag innan det når havet efter 237 kilometer. Avrinningsområdet består mestadels av skog (85 procent). Avrinningsområdet har 1,36 kvadratkilometer vattenytor vilket ger det en sjöprocent på 9,9 procent.